# Louis Courtois
Louis Courtois est un escamoteur, physicien, prestidigitateur, qui parcourait l'Europe de l'Ouest dans la première moitié du XIXe siècle. Il est né à Waasmunster (Flandre-Orientale, Belgique) le 28 octobre 1785, et est décédé à Paris en novembre 1859. Connu en France, Belgique et aux Pays-Bas sous le surnom de "Papa Courtois", car père d'une famille nombreuse de 18 enfants, il a notamment fait spectacle commun avec Robert-Houdin à Liège en 1846.
Après ses représentations devant le roi des Pays-Bas, puis le roi de France, il se présenta plus tard comme le "Premier physicien prestidigitateur de la cour du roi Léopold Ier". Il fait partie du groupe des 9, ou escamoteurs de la vieille école, cités par Robert-Houdin fréquentant la fameuse boutique du père Roujol à Paris, il s'agit des physiciens et prestidigitateurs suivants : Olivier (Pierre-Joseph Locufier), Antoine Préjean, Brazy, Étienne Cotte dit Conus, Louis Comte, Jules de Rovère, Adrien Delille, Jean Chalon, et donc Louis Courtois.

## Biographie
Louis Courtois est né aux Pays-Bas autrichiens, sur le chemin entre Anvers et Gand, car son père, Jacques-François Courtois, était escamoteur ambulant sur les routes entre Amsterdam, Anvers, Gand et Bruges. Louis a repris les activités de son père dès les années 1815 en se présentant, comme ses compères de l'époque, en tant que "Physicien", ou "professeur de physique amusante".
Après son mariage avec Marie-Jeanne Vangele à Zomergem en 1812, il parcourt les routes de Belgique et du nord de la France pour faire démonstration de son art devant le grand public et les notables des villes traversées.
Après une longue carrière sur les routes d'Europe, il est décédé à Paris à l'âge de 74 ans alors même qu'il présentait un spectacle lyro-magique dans une salle du passage Jouffroy. Il venait juste d'annoncer ses dernières représentations avant une retraite méritée qu'il souhaitait passer à Lyon, ville où il avait toujours reçu un accueil enthousiaste. Il a été inhumé au cimetière Montmartre, allée St Nicolas.

## Principaux tours de magie pratiqués
Dans son ouvrage sur la magie, Jean-Nicolas Ponsin cite Louis Courtois comme un grand spécialiste de l'escamotage des boules et des pièces de monnaie. Les premiers spectacles donnés en Belgique, au Luxembourg et en France montrent que Louis utilisait également toutes sortes d'animaux comme des oiseaux (canaris, tourterelles) pour réaliser ses tours. Ses représentations étaient composées en général d'une vingtaine de tours différents comme l'illustre notamment l'affiche d'un spectacle donné à Courtrai en 1831.
Louis Courtois a été, avec Wijalba Frikell, le premier à avoir adopté l'habit noir pour monter sur scène, alors que les costumes chamarrés ou les tenues d'apothicaires étaient la règle jusqu'au début de ce XIXe siècle.

## Déroulement des spectacles
Peu à peu, quand ses premiers enfants sont devenus grands au début des années 1830, Papa Courtois les a utilisés sur scène afin d'enrichir et rythmer ses spectacles. Afin de meubler les temps morts pendant les changements de matériel entre chaque tour de magie, ses filles Thérèse et Adélaïde jouaient de la harpe et de la guitare. De plus, le plus souvent en première partie de spectacle, huit autres de ses enfants développaient des aptitudes et talents variés.
L'aînée, Julie, était semble-t-il particulièrement douée dans l'art de la prestidigitation. Ses premières représentations datent de 1831, elle n'a alors que 19 ans. Si Léandre était également doué en magie, ce sont ses talents de jongleur (assiettes tournantes) que son père mettait en pratique.
Au total, au moins quatre jongleurs et acrobates montaient sur scène, dans des aptitudes variées. Antoine-Léonard était surtout antipodiste, Robert et Louis jonglaient avec des objets variés, et Jules était capable de marcher sur des bouteilles .
Enfin, à partir des années 1850, la benjamine Clémence (surnommée "la jolie sorcière", qui épousa Jean-Baptiste Beuchot), a remplacé sur scène sa sœur aînée Julie partie de son côté avec son époux André Grandsart. Plus encore que sa grande sœur, mais dans une période plus courte, cette demoiselle prestidigitatrice a enthousiasmé les spectateurs par son charme et la qualité de ses tours. Elle est ainsi décrite dans le spectacle donné à Lyon où elle est en première partie : "Melle Clémence, une élégante jeune fille qui a des yeux capables d'escamoter les cœurs, est une habile magicienne qui rajeunit, par sa grace et ses sourires, plus d'un tour déjà connu".
Au total, Louis Courtois aura été à l'avant garde des spectacles de magie en reconnaissant, dès le début du XIXè siècle, l'importance du rythme dans la tenue des représentations. Il aura aussi su utiliser les qualités de ses filles pour séduire les spectateurs, à la fois pour leurs talents de musiciennes, prestidigitatrices, mais aussi semble-t-il pour leur charme certain.

## Déplacements enFrance, enBelgique, auxPays-Baset enAllemagne
Dès les années 1817-1819, Papa Courtois se déplaçait sur les routes de Belgique et du nord de la France pour faire des représentations publiques ou privées. Il allait pratiquement tous les ans à Paris, dès les années 1820, le journal "Le Diable Boiteux" a été l'un des premiers journaux français à relater la qualité de ses spectacles. De 1835 à 1837, une de ses premières grandes tournées en province a lieu dans le Val de Loire qu'il descend en passant à Orléans, Angers puis à Nantes où il se présente devant le Préfet de Loire-Inférieure . Ainsi, accompagné par ses enfants qui, tous musiciens, jouent divers intermèdes musicaux entre chaque tour de magie, son théâtre passe en Bretagne à Rennes en avril 1836, pour arriver en Normandie à Caen en juillet et revenir à Paris. À partir d'avril 1838, une seconde grande tournée débute en Champagne (Reims et Châlon), se poursuit en Lorraine et Alsace, pour arriver à Lyon en mai 1839. Le retour vers la Belgique fait passer la troupe par la Suisse (Genève en septembre 1839, puis Lausanne et Neuchatel) puis le Luxembourg en août 1840. En 1850, avec 10 de ses enfants, le "théâtre de la famille Courtois" opère une grande tournée aux Pays-Bas, à Maastricht, Amsterdam, Rotterdam, La Haye et Utrecht et fait une incursion en Allemagne dans la vallée du Rhin (Mayence, Mannheim). Des affiches et annonces de ses spectacles sont aujourd'hui présentes dans des catalogues de ventes publiques, ou visibles aux archives spécialisées. Sa dernière grande tournée de 1858 et 1859 emmène Papa Courtois de Lyon et Vienne où il était très apprécié, jusqu'en Bretagne à Vannes en passant par Angers et Saumur, pour revenir ensuite à Paris.

## Renommée
Même si "Papa Courtois" n'est plus connu aujourd'hui que dans le cercle des collectionneurs d'objets et documents en relation avec la magie, il avait, tout au long du XIXe siècle, une réputation certaine comme l'illustrent les différents articles de presse qui ont annoncé son décès en 1859. Le journal "Le Diable Boiteux" du 26 mars 1824 le décrit comme alliant "vivacité gasconne et accent néerlandais". Sa carrière particulièrement longue explique également sa réputation, comme l'explique "Le Courrier du Grand Duché du Luxembourg" en 1851 : "M. Courtois père se donne 66 ans, mais à voir son agilité, sa prestance, son incroyable pétulance, il a fait de son âge comme de tout le reste, il l'a escamoté !...".
L'affiche de son dernier spectacle "Lyro-magique" est conservée par les Archives Nationales.

## Une longue lignée deprestidigitateurset prestidigitatrices
Outre Jacques-François Courtois, père de Louis, la sœur de Louis, Reine-Isabelle, était également physicienne et parcourait les routes de France et Belgique. Parmi les nombreux enfants de "Papa", c'est sa fille ainée Julienne, appelée "Julie Courtois" qui a eu la plus grande renommée, en présentant ses tours de magie devant toutes les cours d'Europe, et notamment devant Napoléon III. Elle épousa, à Paris en 1838, un autre prestidigitateur concurrent de son père, André-Joseph Grandsart, puis ils fondèrent ensemble le "Théâtre Grandsart-Courtois" à partir de 1843. Ce couple a ainsi fait de nombreuses représentations devant la cour de Napoléon III, en allant régulièrement à Paris, et proposaient également des démonstrations devant les souverains des Pays-Bas, de Belgique. Leurs tournées les entraînaient jusqu'à Londres et Berlin. Leurs enfants, Émile et Jules Grandsart-Courtois ont été parmi les premiers à diffuser le cinématographe des frères Lumière dès 1898, notamment dans les villes de Belgique et du nord de la France.
Ainsi, parmi ses 18 enfants, les prestidigitateurs et prestidigitatrices, ou artistes sont :
- Julienne Reine Courtois, dite Julie Courtois, née à Bruges en 1813, épouse du prestidigitateur André-Joseph Grandsart, décédée à Bruxelles en 1880,
- Thérèse Françoise Courtois, née à Lokeren en 1815 (qui pratiquait notamment le tour de l'escamotage d'une femme), décédée à Gand en 1887,
- Léandre Louis Courtois, prestidigitateur né à Lochristi, près de Gand en 1816, décédé à Gand en 1888,
- Adélaïde Victoire Courtois, née à Wavre en 1817, musicienne et épouse du peintre décorateur Louis-Auguste Gérard, décédée à Lyon en 1897,
- Auguste Adolphe Courtois, acrobate né à Grammont en 1819,
- Fidèle Louis Courtois, né à Bergues en 1820, directeur du "Théâtre des Frères Courtois" (associant Léandre, Antoine, Louis et Thérèse), surnommé "Le Petit Diable"[23];
- Robert Louis Courtois, prestidigitateur et acrobate, né très probablement à Paris vers 1825,
- Antoine-Léonard Courtois, né à Tongres en 1823, fondateur du Théâtre Courtois ou "Théâtre des Fééries Fantastiques", époux de l'artiste Euphrosine Picolo (du théâtre Picolo, qui deviendra le théâtre Picolo-Montanari), décédé à Saint Nazaire en 1901,
- Hortense Adèle Courtois, née à Saint Venant en 1829, épouse de l'artiste écuyer Louis Félix Langlois, décédée à Bruxelles en 1888,
- Jules Eugène Courtois, jongleur antipodiste, né à Valenciennes en 1831, décédé à Saint Nazaire en 1902,
- Clémence-Constance Courtois, née à Noyon (Oise) en 1834, épouse du peintre Jean-Baptiste Beuchot, décédée à Paris en 1903.